# Rozhledna Bára
Rozhledna Bára (II) se nachází na severozápadním hřbetu vrchu Hůra, kóta 403 m n. m., západně od Slatiňan, sv. obce Rabštejnská Lhota v okrese Chrudim. Vrch Hůra náleží Sečské vrchovině. Rozhledna stojí nedaleko křemencového skalního útvaru Čertův hrádek, poblíž starého lomu na křemenec.

## Historie rozhledny

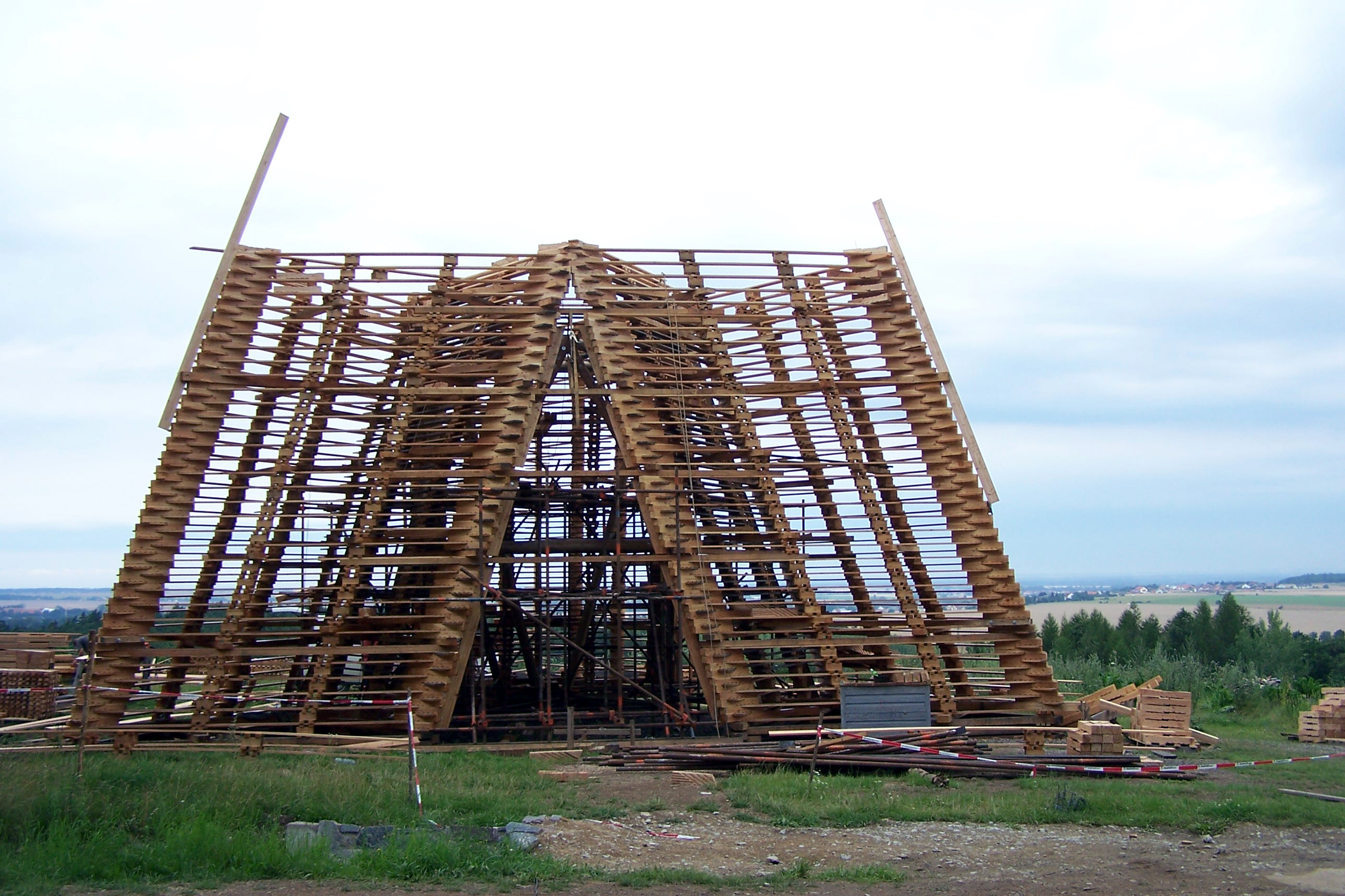
Stavba druhé verze rozhledny v roce 2009

Stavba původní rozhledny (Bára I), nad vrchní části zrušeného křemencového lomu Podhůra, byla zahájena na jaře 2008. 21. června téhož roku byla rozhledna otevřena. O čtyři dny později byla smetena větrnou vichřicí. Poškozená rozhledna byla z bezpečnostních důvodů stržena a na jejím místě postavena rozhledna nová (Bára II). Konstrukce architekta Martina Rajniše doplněna dalšími zpevňujícími prvky, které měly zajistit aby rozhledna odolala větru do rychlosti 200 km/h. Stavba probíhala do srpna 2009. Slavnostní otevření bylo 3. září 2009. 
Konstrukčně se jedná o dřevěný (modřínový) trojboký jehlan s vnitřním točitým schodištěm a jediným vyhlídkovým ochozem na vrcholu věže. Celková výška je 25,7 m, na vyhlídkový ochoz ve výšce 15 m, vede 65 schodů vnitřního dubového točitého schodiště.

## Přístup

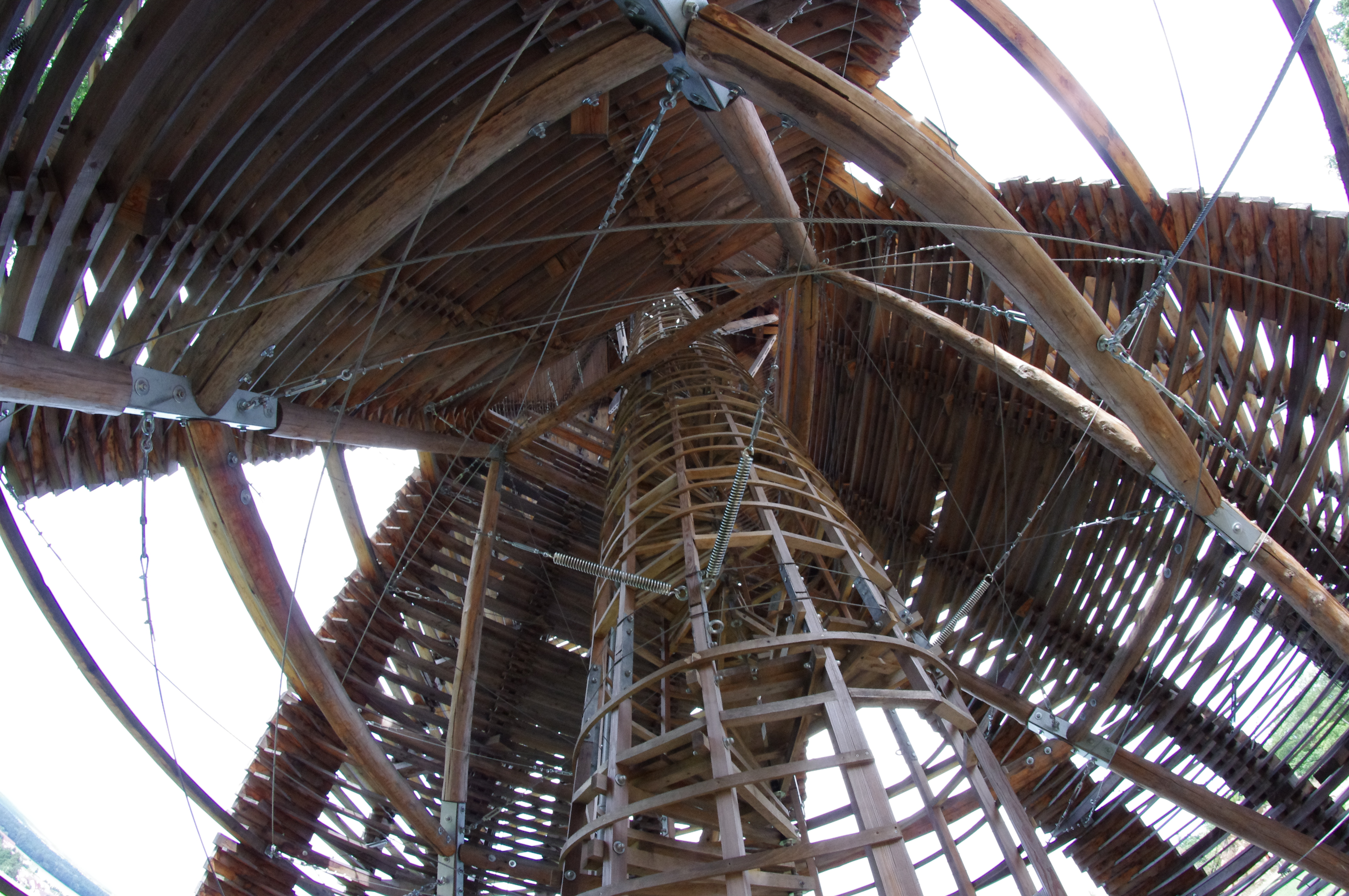
Vnitřní schodiště rozhledny

Autem do osady Podhůra, odtud pěšky po žluté turistické značce. Lze též zaparkovat v Rabštejnské Lhotě, dále po modré a žluté, popř. po naučné stezce Lesní stezka Podhůra. Rozhledna je přístupná zdarma. V zimních měsících (od ledna do března) je uzavřena.
V sousedství rozhledny byl postaven dřevěný domek, sloužící jako prodejna s občerstvením a zázemí pro obsluhu lanového parku.

## Výhled
Směrem na jih a západ je to hřbet Železných hor, dále pak Chrudimsko, Polabí v okolí Pardubic. Na severu při velmi dobré viditelnosti lze spatřit Krkonoše a Orlické hory.

Výhled